# 1308
Пізнє Середньовіччя •  Реконкіста •  Ганза •  Монгольська імперія

## Геополітична ситуація
Андронік II Палеолог є імператором Візантійської імперії (до 1328). Королем Німеччини став Генріх VII Люксембург (до 1313). У Франції править Філіп IV Красивий (до 1314).
Апеннінський півострів розділений: північ належить Священній Римській імперії, середню частину займає Папська область, південь належить Неаполітанському королівству. Деякі міста півночі: Венеція, Піза, Генуя тощо, мають статус міст-республік.
Майже весь Піренейський півострів займають християнські Кастилія (Леон, Астурія, Галісія), Наварра, Арагонське королівство (Арагон, Барселона) та Португалія, під владою маврів залишилися тільки землі на самому півдні. Едуард II став королем Англії (до 1327), а королем Данії є Ерік VI (до 1319).
Руські землі перебувають під владою Золотої Орди. Галицько-Волинське князівство очолюють Лев Юрійович та Андрій Юрійович, Михайло Ярославич править у Володимиро-Суздальському князівстві (до 1318).
Монгольська імперія займає більшу частину Азії, але вона розділена на окремі улуси, що воюють між собою. У Китаї, зокрема, править монгольська династія Юань. У Єгипті владу утримують мамлюки. Мариніди правлять у Магрибі. Делійський султанат є наймогутнішою державою Північної Індії, а на півдні Індії панують держава Хойсалів та держава Пандья. В Японії триває період Камакура.
Цивілізація мая переживає посткласичний період. Почала зароджуватися цивілізація ацтеків.

## Події
- Після смерті Юрія Львовича в Галицько-Волинському князівстві стали правити його сини Лев Юрійович та Андрій Юрійович.
- Петра Ратенського призначено митрополитом Київським і Всієї Русі. Галицьку митрополію об'єднано з Київською.
- Ординський хан Токта напав на генуезьку колонію Кафу. Генуезці спалили місто й евакуювалися на кораблях.
- Король Німеччини Альбрехт I загинув від руки свого племінника. Новим королем обрано Генріха VII, першого з династії Люксембургів. Австрію та Штирію поділили між собою сини Альбрехта I Фрідріх та Леопольд.
- Отто III Віттельсбах поступився троном Угорщини Карлу I Роберту з Анжуйської династії.
- Король Франції Філіп IV Красивий зібрав у Турі Генеральні штати з метою заручитися підтримкою в боротьбі з Орденом тамплієрів.
- Тевтонський орден захопив Гданськ і всю Померанію, відрізавши Польщу від моря.
- У Китаї заборонено секту «Білого лотоса».
- Засновано університет Перуджі.

## Померли
- 8 листопада — В Кельні на 43-у році життя помер шотландський теолог Йоан Дунс Скот, один з найвидатніших представників середньовічного схоластицизму.